# Obcina Mare

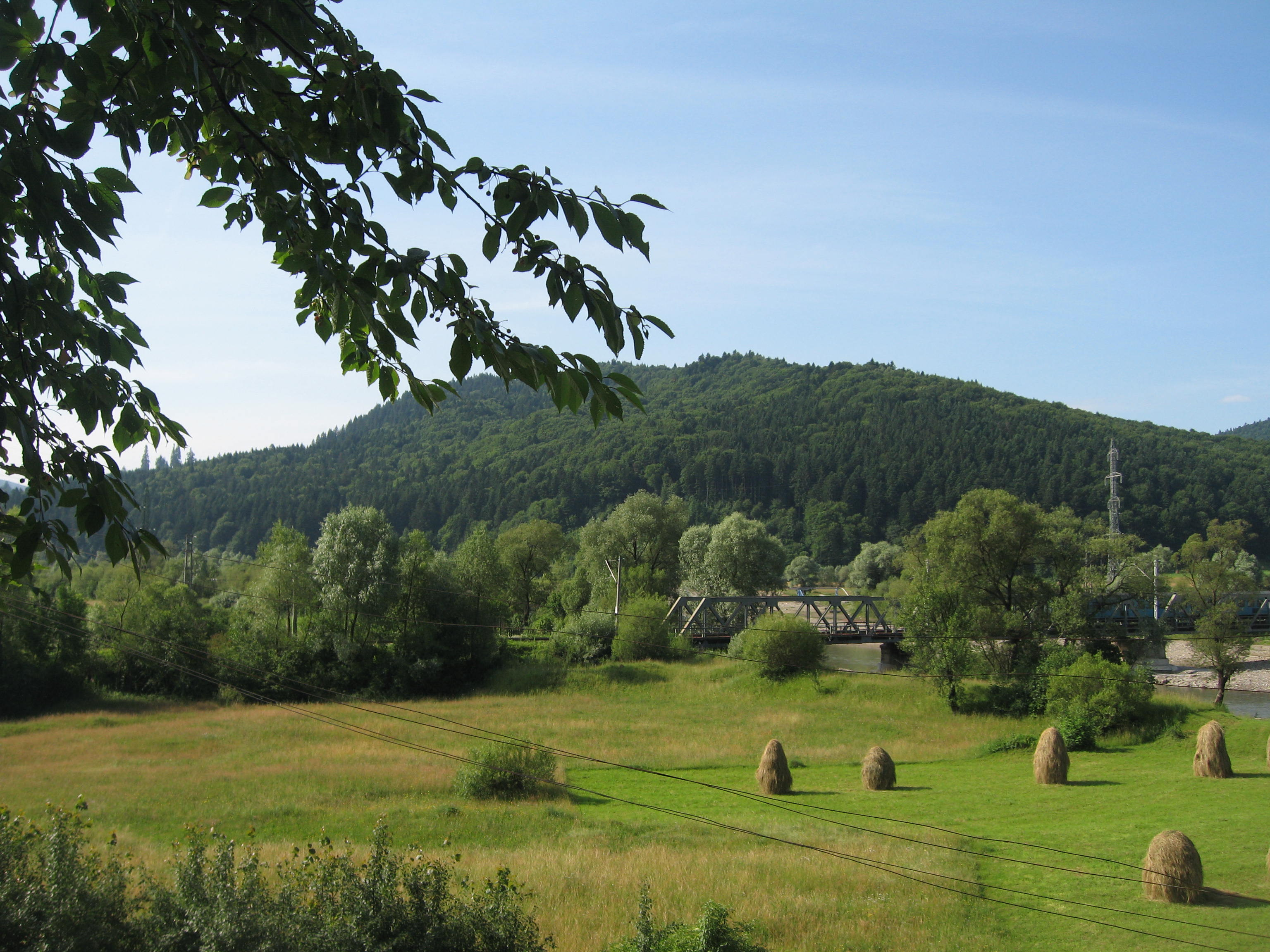
Obcina Mare, străbătută de râul Moldova.

Obcina Mare  este o sub-grupă muntoasă a Carpaților Maramureșului și Bucovinei, aparținând de lanțul muntos al Carpaților Orientali. Cel mai înalt pisc din România al acesteia este Sihloaia, având 1.224 m, alt vârf important, se consideră a fi Vârful Cornu.

## Fotogalerie

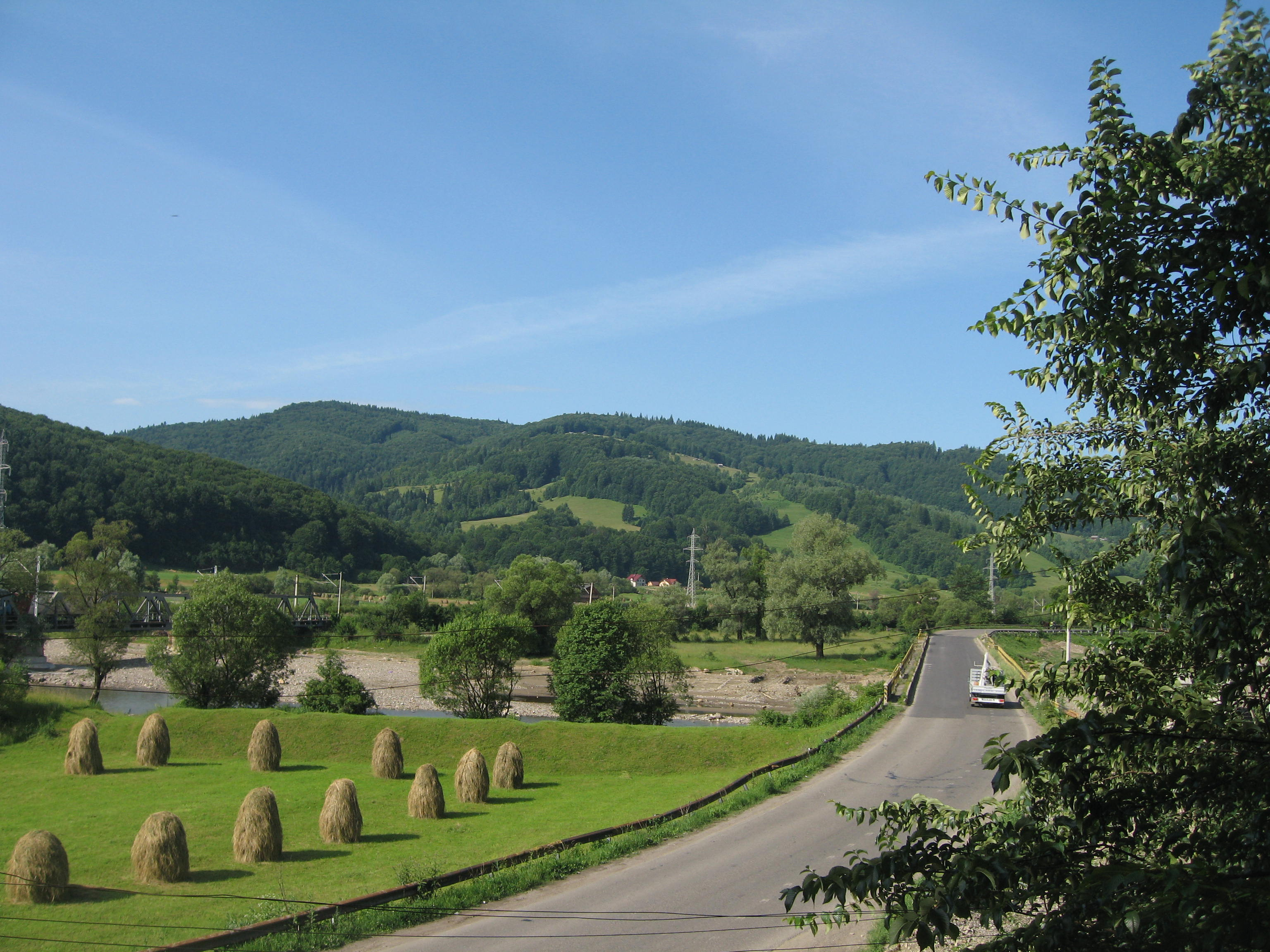
Obcina Mare - Fotografie a drumului Gura Humorului - Bucșoaia.
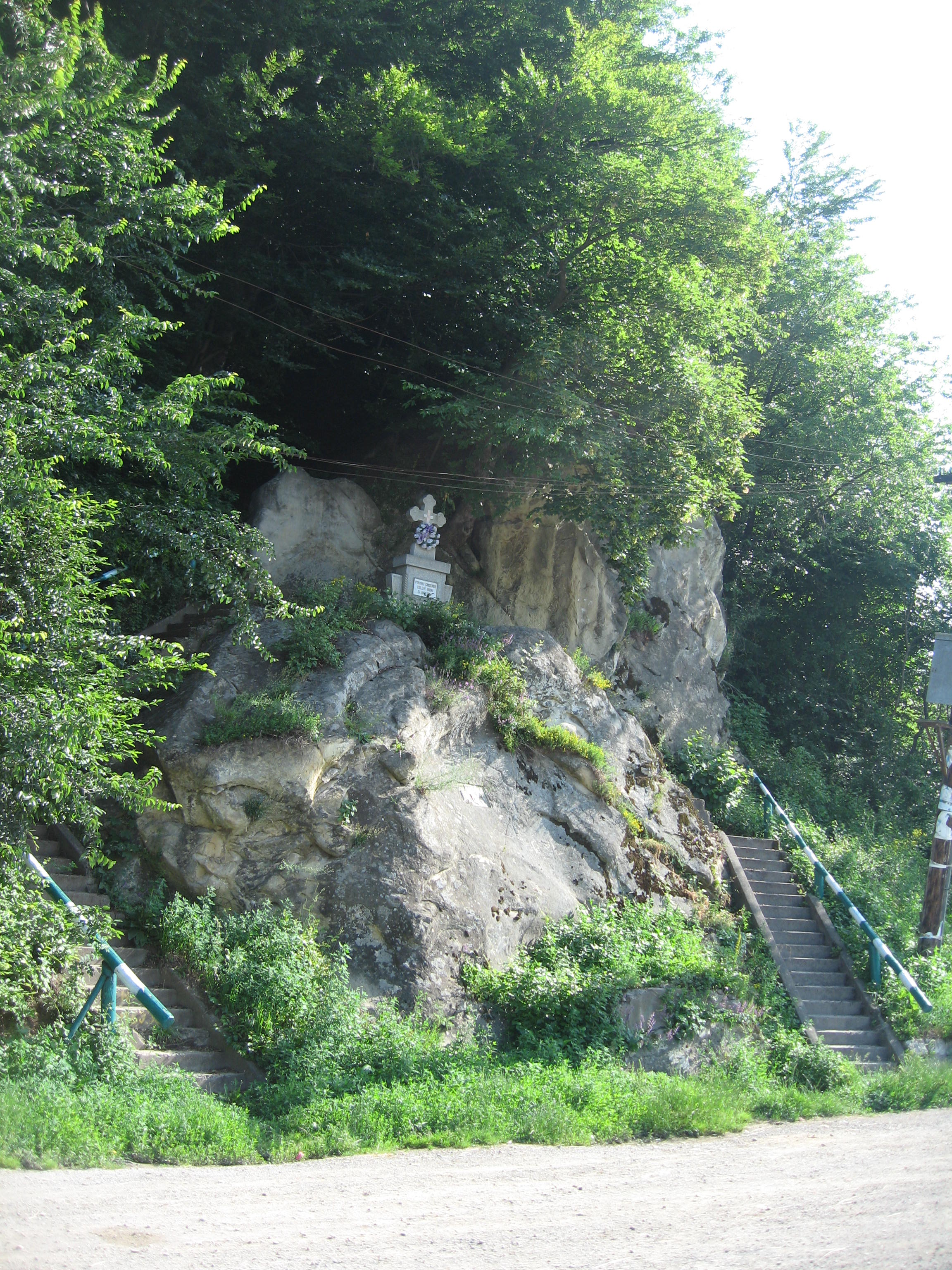
Cruce pe Obcina Mare, "pentru cinstirea celor buni și drepți". Se află în apropierea podului de pe râul Moldova între localitățile Gura Humorului și Bucșoaia
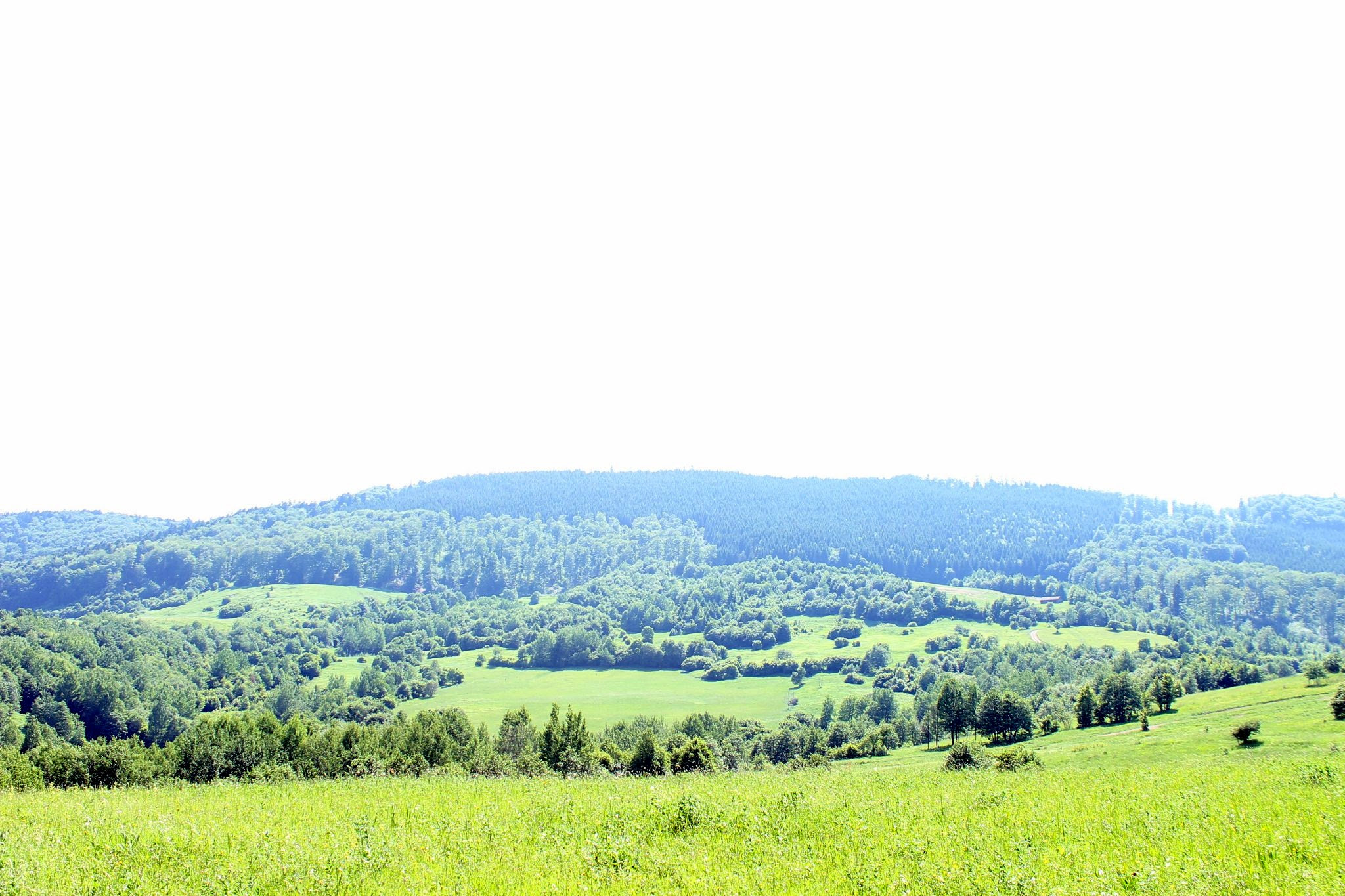
Obcina Mare în Vicovu de Jos